# Station Jasło Niegłowice
Station Jasło Niegłowice is een spoorwegstation in de Poolse plaats Jasło.